# Frasera puberulenta
Frasera puberulenta là một loài thực vật có hoa trong họ Long đởm. Loài này được Davidson mô tả khoa học đầu tiên năm 1912.